# Rhypholophus haemorrhoidalis
Rhypholophus haemorrhoidalis är en tvåvingeart som först beskrevs av Zetterstedt 1838.  Rhypholophus haemorrhoidalis ingår i släktet Rhypholophus och familjen småharkrankar. Arten är reproducerande i Sverige. Inga underarter finns listade i Catalogue of Life.